# Valle Latina (Colli Albani)
La Valle Latina nell'area dei Colli Albani, ossia l'Alta Valle Latina, è un avvallamento di origine vulcanica situato tra la cerchia interna (Monte Cavo) e la cerchia Tuscolano-Artemisia (Tuscolo) dei Colli Albani, in provincia di Roma circa cinque chilometri a sud del capoluogo.

## Descrizione
Sul fondale dell'Alta Valle Latina corre la Strada statale 511 Anagnina, che ricalca l'antico tracciato della via Anagnina e quindi della via Latina, la quale fu la prima strada consolare costruita dai Romani per collegare la capitale con l'importante città latina di Tusculum. 
L'Alta Valle Latina fu protagonista degli scontri militari tra i Romani ed i Volsci, come la battaglia del Monte Algido del 458 a.C.; inoltre venne attraversata dalle armate cartaginesi di Annibale che tentò la conquista di Tusculum (216 a.C.). Infine, durante la seconda guerra mondiale i tedeschi costruirono nella località di Molara, in comune di Grottaferrata, un aeroporto militare d'emergenza. 
L'Alta Valle Latina è contigua con l'Agro Romano verso nord-ovest, con la Valle Pedana verso nord-est e con la Valle del Sacco, ossia la Media Valle Latina al di là del passo del Monte Algido, verso sud-est.